# DCU Ladies Cup
DCU Ladies Cup (af sponsorhensyn kaldet Bording Cup Ladies) er Danmarks Cykle Unions officielle landevejs cup for kvindelige eliteryttere, der køres over flere afdelinger i løbet af et kalenderår. Løbsserien er blevet kørt siden 2020, og har deltagelse af Dame A, Dame B, U19 piger og 2. års U17 piger som har dispensation til at køre U19. 

## Historie
For at udvikle løbsprogrammet for de bedste kvinder og talenterne i dansk cykelsport, skabte Danmarks Cykle Union en samlet serie af cykelløb for Dame A, Dame B, U19 piger og U17 piger. Alle rytterkategorier stiller til samlet start i de samme cykelløb, da dette vil skabe et større samlet felt af ryttere. Der uddeles point efter hvert løb, og den førende rytter i Ladies Cup får en førertrøje, mens den bedste U19-rytter skal bære en ungdomstrøje. Siden 2025 har der også været en særskilt pointkonkurrence.
På grund af coronaviruspandemien blev den første udgave af Ladies Cup kun afviklet over to afdelinger i 2020, hvor Tønder var vært for det første løb. Efter anden og sidste afdeling i starten af oktober i Holbæk, blev Rebecca Koerner fra ABC - Arbejdernes Bicykle Club kåret som den første samlede vinder af DCU Ladies Cup. Da Christina Bragh Lorenzen fra Team Interklima ABC Copenhagen vandt 2024-udgaven af løbsserien, var det femte år i træk at en ABC-rytter sikrede sig den samlede sejr. I 2021, 2022 og 2023 var det Marita Jensen som sikrede en sejr til holdet.

## Navne
| Navne på DCU Ladies Cup |                    |                 |
| År                      | Navn               | Sponsor         |
| 2020–2022               | DCU Ladies Cup     | ingen           |
| 202300000               | Uno-X Ladies Cup   | Uno-X           |
| 2024–0000               | Bording Cup Ladies | Bording Danmark |

## Vindere
| År   | Vinder                   | Toer                 | Treer                      |
| ---- | ------------------------ | -------------------- | -------------------------- |
| 2020 | Rebecca Koerner          | Marita Jensen        | Victoria Lund              |
| 2021 | Marita Jensen            | Betina Cramer        | Mia Sofie Rützou           |
| 2022 | Marita Jensen            | Mia Sofie Rützou     | Maja Winther Brandt Heisel |
| 2023 | Marita Jensen            | Julie Nielsen Maribo | Mia Sofie Rützou           |
| 2024 | Christina Bragh Lorenzen | Julie Nielsen Maribo | Alberte Greve              |
| 2025 |                          |                      |                            |